# Мустафа Кемаль Ататюрк
Мустафа́ Кема́ль Ататю́рк (тур. Mustafa Kemal Atatürk, Ґазі Мустафа Кемаль), ім'я при народженні — Алі́ Риза́-оглу Мустафа́ (тур. Ali Rıza oğlu Mustafa), до 1934 Мустафа Кемаль Паша; бл. 1881, Салоніки, Османська імперія — 10 листопада 1938, Долмабахче, Бешикташ, Стамбул, Туреччина) — видатний турецький державний і політичний діяч, революціонер, генерал; «батько-засновник» республіки, перший президент Туреччини з 1923 року до своєї смерті в 1938 році; лідер турецької війни за незалежність.
Очоливши після поразки (жовтень 1918 року) Османської імперії у Першій світовій війні національно-революційний рух і війну за незалежність в Анатолії, домігся ліквідації уряду султана і окупаційного режиму, не дав відбутися поділу імперії, створив нову, засновану на націоналізмі («суверенітет нації»), республіканську державу, провів ряд серйозних політичних, соціальних і культурних реформ, таких як: ліквідація султанату (1 листопада 1922 року), проголошення республіки (29 жовтня 1923 року), скасування халіфату (3 березня 1924 року), запровадження світського навчання, закриття дервішських орденів, реформа одягу (1925 рік), прийняття нового кримінального та цивільного кодексів за європейським зразком (1926 рік), латинізація алфавіту, відділення релігії від держави (1928 рік), надання виборчих прав жінкам, скасування титулів і феодальних форм звертання, введення прізвищ (1934 рік), створення національних банків і національної промисловості. Як голова Великих національних зборів (1920—1923 роки) і потім (з 29 жовтня 1923 року) як президент республіки, переобирався на цей пост кожне чотириріччя, а також як незмінний голова ним створеної Народно-республіканської партії, набув у Туреччині незаперечний авторитет і диктаторські повноваження. Попри його жорстокі дії стосовно інших націй Туреччина це заперечує і вважає його своїм національним героєм.

## Життєпис

### Походження, дитинство і освіта
Народився в 1880 або 1881 році (достовірних відомостей про дату народження немає; згодом Кемаль обрав датою свого народження 19 травня — день початку боротьби за незалежність Туреччини) у кварталі Ходжакасим османського міста Салоніки (нині Греція) в сім'ї дрібного лісоторговця, колишнього митного службовця Алі Риза-ефенді та його дружини Зюбейде-ханим, і йому було дано поширене тоді серед османських мусульман ім'я Мустафа («обраний»). Його батько, мабуть, був за походженням албанцем, мати — можливо македонка (достовірних відомостей немає); в сім'ї говорили османською та сповідували іслам, хоча серед противників Кемаля в Османській імперії було поширена думка, що його батько належав до юдейської секти Денмен, одним із центрів якої було місто Салоніки. Він і його молодша сестра Макбуль Атадан були єдиними дітьми в сім'ї, які дожили до дорослого віку, решта померли в ранньому віці.
Мустафа був активною дитиною і мав запальний і надзвичайно незалежний характер. Замість спілкування з однолітками чи сестрою хлопчик віддавав перевагу самотності та незалежності. Він нетерпимо ставився до думки оточення, не любив іти на компроміси й завжди прагнув слідувати обраному для себе шляху. Звичка прямо висловлювати все, що він думає, принесла Мустафі надалі житті чимало клопоту, і з нею він нажив численних ворогів.
Мати Мустафи, ревна мусульманка, хотіла, щоб її син вивчив Коран, але її чоловік, Алі Різа, схилявся до того, щоб дати Мустафі сучаснішу освіту. Подружжя ніяк не могло прийти до компромісу, і тому, коли Мустафа досяг шкільного віку, його спочатку віддали в школу Хафіза Мехмет-ефенді, яка розмістилася в кварталі, де жила сім'я.
Його батько помер в 1888 році, коли Мустафі було 8 років. 13 березня 1893 року він, відповідно до свого прагнення, бувши у віці 12-ти років, поступив у підготовчу військову школу в Салоніках Selânik Askerî Rüştiyesi in Selânik, де вчитель математики дав йому друге ім'я Кемаль («досконалість»).
У 1896 році його зарахували до військової школи (Manastır Askerî İdadisi) у місті Монастір (нині Бітоль в Македонії). 13 березня 1899 року він вступив до османського військового коледжу (Mekteb-i Harbiye-i Şahane) в Константинополі, столиці Османської імперії. На відміну від колишніх місць навчання, де панували революційні та реформаторські настрої, коледж у Константинополі був під жорстким контролем султана Абдул-Хаміда II.
10 лютого 1902 року Кемаль призначений в османську академію генштабу (Erkân-ı Harbiye Mektebi) в Константинополі, яку закінчив 11 січня 1905 року. Відразу по закінченні академії його заарештували за звинуваченням у протизаконній критиці абдулхамідівського режиму і після декількох місяців під вартою заслано в Дамаск, де в 1905 році він створив революційну організацію Ватан («Батьківщина»).

### Початок служби. Молодотурки
У 1905—1907 разом із Лютфі Мюфіт-беєм (Оздешем) служив у 5-тій армії, дислокованій у Дамаску.
У 1907 році підвищений у званні й отримав скерування в 3-тю армію в місто Монастір.
Вже під час навчання в Салоніках Кемаль брав участь у революційних товариствах; після закінчення Академії приєднався до молодотурків, брав участь у підготуванні та здійсненні Молодотурецької революції 1908 року; згодом, зважаючи на розбіжності з лідерами Молодотурецького руху, тимчасово відійшов від політичної діяльності.
У 1908 році брав участь у молодотурецькій революції.
У 1910 році скерований до Франції, де був присутній на Пікардійських військових маневрах.
У 1911 році почав служити в Константинополі, в Генштабі збройних сил. На війні, яка почалася в 1911 році зі штурму Триполі італійцями, Мустафа Кемаль разом із групою своїх товаришів бився в районі Тобрука та Дерну. 22 грудня 1911 року здобув перемогу над італійцями у битві під Тобруком, а 6 березня 1912 року його призначили на посаду командувача османськими військами в Дерен.
Був на фронтах італо-турецької війни 1911—1912 років, Другої Балканської та Першої світової війн, де за командирські якості отримав титул «паша», який перекладається як генерал.
У жовтні 1912 року почалася Балканська війна, в якій брав участь разом з військовими підрозділами з Галліполі та Болайира. Він зіграв велику роль у справі відвоювання Дідімотіхона (Діметокі) й Адріанополя у болгар.
У 1913 році призначений на посаду військового аташе в Софії, де 1914 року йому присвоїли звання підполковника. Там прослужив до 1915 року, коли його скерували в Текірдаг для формування 19-ї дивізії.

### Кемаль у Першій світовій війні

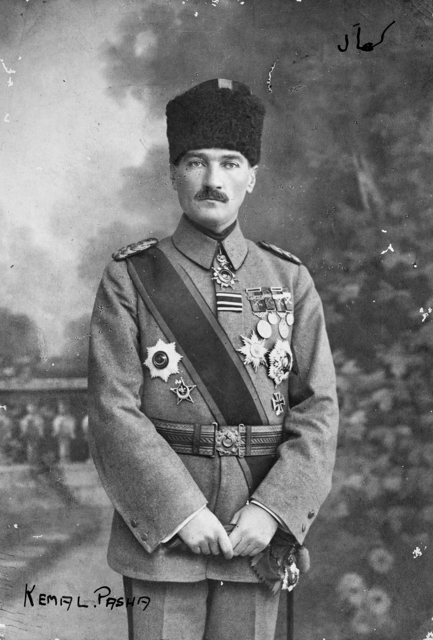
Ататюрк, у той час командувач армією, 1918 рік

На початку Першої світової війни успішно командував османськими військами у битві за Чанаккале (див. Дарданельська операція).
18 березня 1915 року британо-французька ескадра спробувала пройти протоку Дарданелли, однак зазнала важких втрат. Після цього командування Антанти ухвалило рішення висадити десант на півострові Галліполі. 25 квітня 1915 року британці та французи, які висадилися на мисі Арибурну, були зупинені 19-ю дивізією під командуванням Мустафи Кемаля. Після цієї перемоги Мустафу Кемаля підвищили до звання полковника. 6-7 серпня 1915 року британські війська знову перейшли в наступ із півострова Арибурну.
Під час висаджування військ австралійського і новозеландського корпусу та інших британських частин на Галліпольський півострів в ході Дарданелльської операції, у найрозпачливіший момент битви, вранці 25 квітня 1915 року, в наказі для свого 57-го полку Кемаль написав: «Я не наказую вам наступати, я наказую вам померти. Поки ми будемо вмирати, інші війська і командири зможуть прийти і стати на наші місця.» Весь особовий склад 57-го полку загинув до кінця бою.
6 — 15 серпня 1915 року група військ під командуванням німецького офіцера Отто Сандерса і Кемаля зуміла перешкодити успіху британських сил при висаджуванні в затоці Сувла. Далі були перемога при Кіречтепе (17 серпня) і друга перемога при Анафарталарі (21 серпня).
Після битв за Дарданелли командував військами в Адріанополі та Діярбакирі. 1 квітня 1916 року його підвищили до дивізійного генерала (генерал-лейтенант) і призначили командувачем 2-ї армії. Під його командуванням 2-га армія на початку серпня 1916 року зуміла ненадовго зайняти Муш і Бітліс, але незабаром була вибита звідти росіянами.
Після короткострокової служби в Дамаску і Халебі Мустафа Кемаль повернувся в Константинополь. Звідси разом із принцом Вахідеттіном ефенді вирушив до Німеччини на лінію фронту для проведення інспекції. Після повернення з цієї поїздки серйозно захворів і був відправлений на лікування до Відня і Баден-Бадену.
15 серпня 1918 року повернувся в Халеб на посаді командувача 7-ю армією. Під його командуванням армія успішно оборонялася від атак британських військ.
Після підписання Мудроського перемир'я (капітуляції Османської імперії) (30 жовтня 1918 року) був призначений на посаду командувача групою військ швидкого реагування. Після розпущення цієї армії Мустафа Кемаль 13 листопада 1918 року повернувся до Константинополя, де почав працювати в Міністерстві оборони.
У 1919 році очолив національно-визвольний рух проти Антанти, що привело до проголошення Турецької республіки.
У 1921 році сформував тимчасовий уряд в Анкарі.
У 1923 році після проголошення республіки став її першим президентом; правив авторитарно, впроваджуючи реформи, які мали європеїзувати і модернізувати Туреччину. Серед його реформ найбільш значущі — скасування багатоженства й емансипація жінок, реформа законодавства і освіти, заміна арабської абетки латинською, мусульманського календаря — Григоріанським. Дбав і про розвиток промисловості.

### Смерть
У 1934 році турецький парламент надав йому ймення Ататюрк (перекладається як «батько турків», хоча деякі турки перекладають як «Великий турок»).
Помер 10 листопада 1938 року від цирозу печінки, оскільки в останні роки свого життя зловживав алкоголем, що було пов'язане з важкими моральними навантаженнями. Похований в Анкарі на Турецькому державному цвинтарі в мавзолеї.

## Організація Анкарського уряду

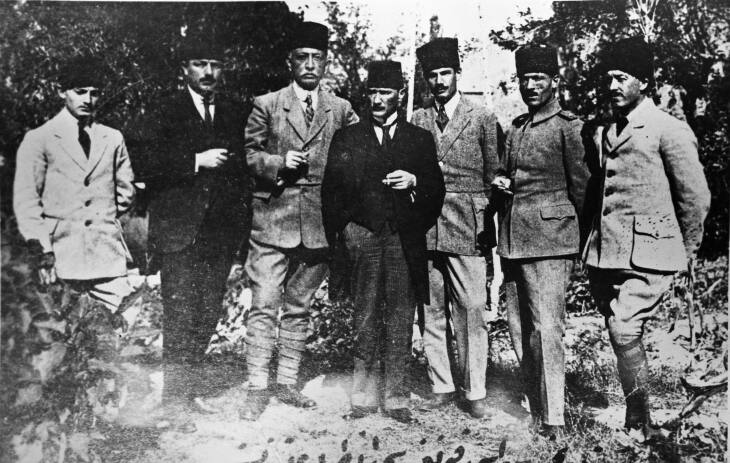
Видатні націоналісти на Конгресі Сівасу. Зліва направо: Музаффер Килич, Рауф Орбай, Бекір Самі Кунду, Мустафа Кемаль Ататюрк, Рушен Ешреф Унайдин, Джеміл Кахіт Тойдемір, Джеват Аббас Гюрер

Підписання Портою капітуляції змусило розпочати планомірне роззброєння і розформування Османської армії. 19 травня 1919 року Мустафа Кемаль як інспектор 9-ї армії прибув до Самсуна.
22 червня 1919 року в Амація він оприлюднив циркуляр (Amasya Genelgesi), який свідчив, що незалежність країни під загрозою, а також оголошував скликання депутатів на Сіваський конгрес.
8 липня 1919 року звільнився з османської армії; султанський уряд видав ордер на його арешт; згодом він був засуджений in absentia (заочно) до смертної кари.
23 липня — 7 серпня 1919 року в Ерзурумі відбувся з'їзд (Erzurum Kongresi) 6-ти східних вілайєтів імперії, за яким пішов Сіваський конгрес, скликаний з 4 по 11 вересня 1919 року. Мустафа Кемаль, який забезпечив скликання і роботу цих конгресів, таким чином визначив шляхи порятунку вітчизни. 27 грудня 1919 року Мустафу Кемаля з радістю зустріли жителі Ангори (Анкари).

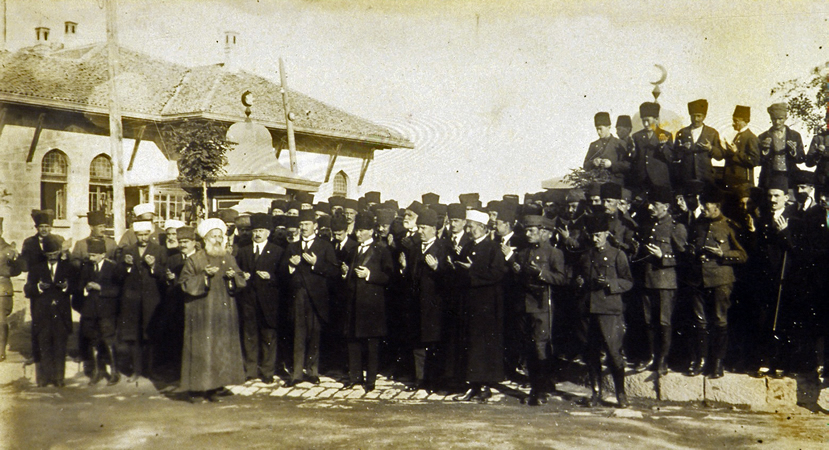
Члени Великої національної асамблеї. Ататюрк спереду.

Після окупації Константинополя військами Антанти і розпуску оттоманського парламенту 16 березня 1920, Кемаль скликав у Ангорі власний парламент — Великі національні збори Туреччини (ВНЗТ), перше засідання якого відкрилося 23 квітня 1920 року. Самого Кемаля було обрано головою парламенту і главою уряду Великих Національних Зборів, що тоді не визнавалося жодною з держав. Основним безпосереднім завданням кемалістів була боротьба з вірменами на північному сході, з греками — на заході, а також — з окупацією Антантою «турецьких» земель та продовженим де-факто режимом капітуляцій.
7 червня 1920 року Ангорський уряд оголосив нечинними всі колишні договори Османської імперії; крім того, Великі національні збори Туреччини (уряд) відкинули і в кінцевому підсумку, шляхом військових дій, зірвали ратифікацію підписаного 10 серпня 1920 року між султанським урядом і країнами Антанти Севрського договору, який вони вважали несправедливим щодо турецького населення імперії.

## Реформи
Втілив ряд реформ у галузі права, мови, культури і побуту. Дотримувався політики дружби з СРСР, вважаючи її необхідною гарантією незалежності Туреччини. Ініціатор укладення договорів Туреччини з РСФРР (16 березня 1921 року) та Закавказькими радянськими республіками (13 жовтня 1921 року). Вів переговори з Надзвичайною місією УРСР до Туреччини на чолі з М. В. Фрунзе, внаслідок чого в Анкарі 2 січня] 1922 року було підписано договір про дружбу і братерство між Туреччиною і УРСР. 17 грудня 1925 року уклав договір про нейтралітет між Туреччиною і СРСР.

### Реформа владної вертикалі

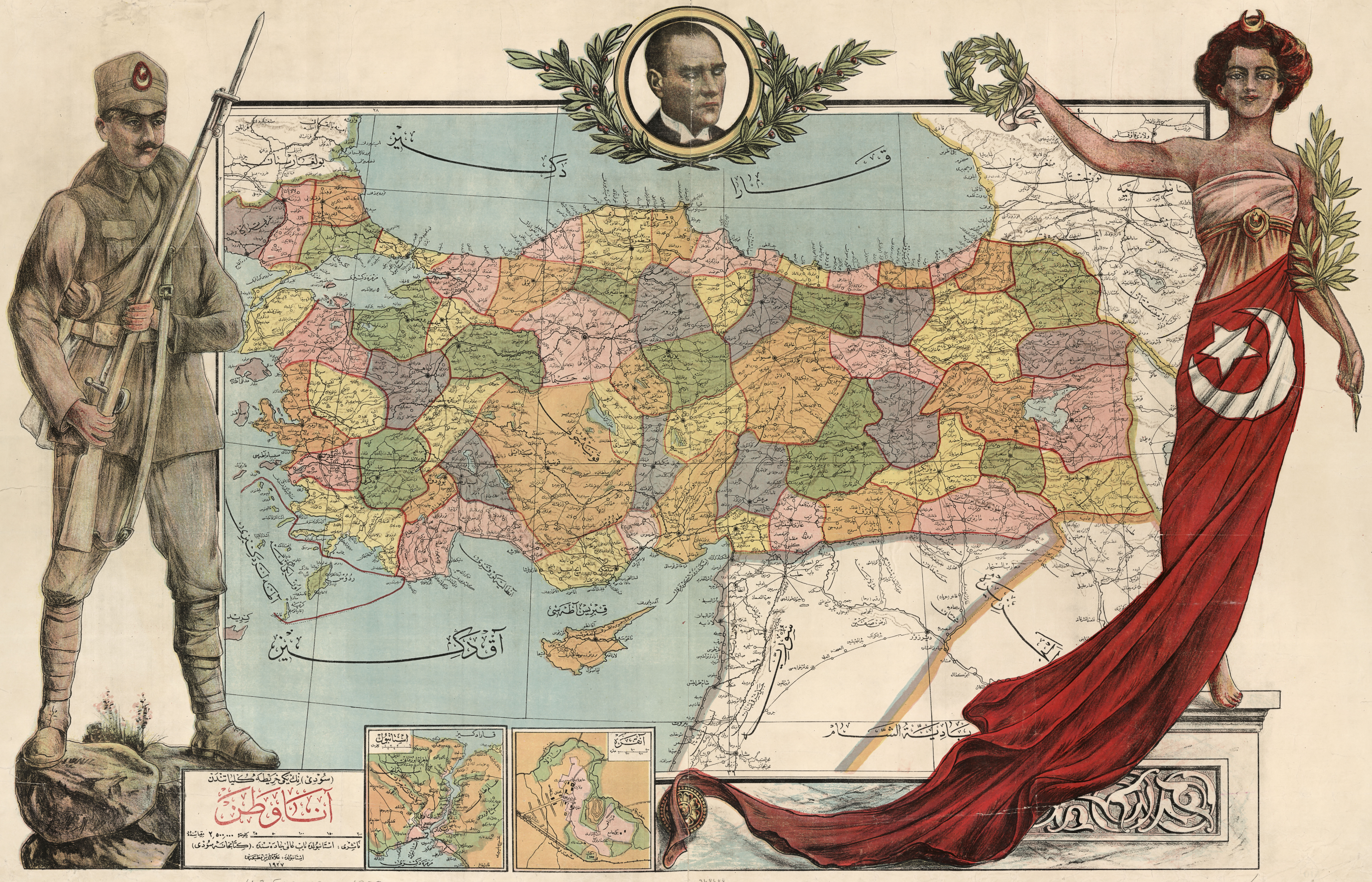
Карта Туреччини 1927 року, яка була опублікована до реформи алфавіту. 1939 року Туреччина анексувала державу Хатай

29 лютого 1924 року відбулася остання традиційна церемонія п'ятничного відвідування останнім халіфом Туреччини мечеті в Константинополі. Наступного дня, відкриваючи чергове засідання Великих національних зборів Туреччини, Мустафа Кемаль виголосив обвинувальну промову з приводу вікового використання ісламської релігії як політичного інструменту, зажадав повернути її «істинне призначення», терміново і найрішучішим чином врятувати «священні релігійні цінності» від різного роду «темних цілей і прагнень». 3 березня на засіданні Великих національних зборів Туреччини під головуванням М. Кемаля були прийнято, зокрема, закони про скасування в Туреччині шаріатського судочинства, передання вакуфного майна в розпорядження створюваного генерального управліннями вакуфом.
Також передбачалося передати всі наукові та навчальні заклади у розпорядження міністерства освіти, створити єдину світську систему національної освіти. Дані розпорядження поширювалися і на іноземні навчальні заклади, і на школи національних меншин.
- Скасування султанату (1 листопада 1922 року).
- Створення Народної партії та встановлення однопартійної політичної системи (9 вересня 1923 року).
- Проголошення Республіки (29 жовтня 1923 року).
- Скасування халіфату (3 березня 1924 року).

Перетворення в правовій сфері:
- Скасування меджелле (зводу законів, що ґрунтуються на шаріаті) (1924—1937 роки).
- Прийняття нового Цивільного кодексу та інших законів, внаслідок чого став можливим перехід на світську систему державного правління.

### Суспільні зміни
У 1926 році прийнято новий Цивільний кодекс, де встановлювалися ліберальні світські принципи цивільного права, визначалися поняття власності, володіння нерухомим майном — приватне, спільне і т. д. Кодекс був переписаний з тексту швейцарського цивільного кодексу, тоді — найпрогресивнішого в Європі. Таким чином відійшов у минуле Меджелле — звід османських законів, а також Земельний кодекс 1858 року.
- Надання жінкам рівних з чоловіками прав (1926—1934 роки).
- Реформа головних уборів і одягу (25 листопада 1925 року).
- Заборона на діяльність релігійних осередків й орденів (30 листопада 1925 року).
- Закон про прізвища (21 червня 1934 року).
- Скасування префіксів до імен у вигляді прізвиськ і звань (26 листопада 1934 року).
- Введення міжнародних систем часу, календаря і мір (1925—1931 роки).

### Освіта

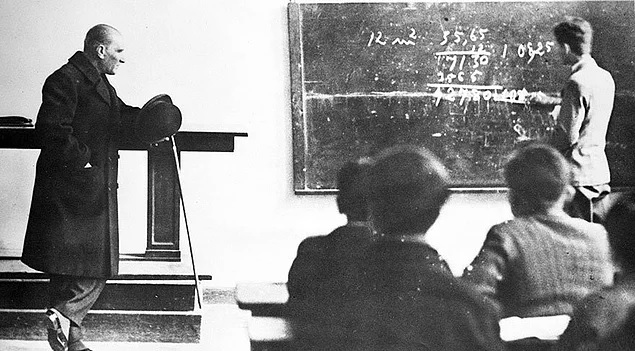
Ататюрк відвідує заняття з математики в Ізмірській середній школі для хлопчиків, 1 лютого 1931 року

- Об'єднання всіх органів освіти під єдиним керівництвом (3 березня 1924 року).
- Прийняття нового турецького алфавіту
- Заснування Турецького лінгвістичного та Турецького історичного товариств.
- Впорядкування університетської освіти (31 травня 1933 року).
- Нововведення у сфері витончених мистецтв.

Ататюрка двічі, 24 квітня 1920 року і 13 серпня 1923 року, обирали на пост спікера ВНЗТ. Цей пост поєднував у собі пости глав держави і уряду. 29 жовтня 1923 року проголошено республіку Туреччину, і Ататюрка обрали першим її президентом. Відповідно до конституції, вибори президента країни здійснювали раз на чотири роки, і Великі Національні Збори Туреччини обирали Ататюрка на цей пост у 1927, 1931 і 1935 роках. 24 листопада 1934 року турецький парламент присвоїв йому прізвище «Ататюрк» («батько турків» або «великий турок», самі турки віддають перевагу другому варіанту перекладу).

### Аграрна реформа
В аграрній політиці держава розподіляла серед безземельних і малоземельних селян націоналізовану державну вакуфну власність, а також землі християн, які померли або залишили Туреччину. Після курдського повстання шейха Саїда були прийняті закони про скасування натурального податку ашариту та ліквідацію іноземної тютюнової фірми «Режі» (1925). Держава заохочувала створення сільськогосподарських кооперативів.

### Економічні реформи
Одним з основних перетворень Кемаля на початковому етапі становлення нової держави стали зміни економічної політики, яка визначалася нерозвиненістю її соціально-економічної структури. З 14 млн населення близько 77 % проживало в селах, 81,6 % було зайнято в сільському господарстві, 5,6 % — у промисловості, 4,8 % — в торгівлі й 7 % — у сфері послуг. Частка сільського господарства в національному доході становила 67 %, промисловості — 10 %. Більша частина залізниць залишалася в руках іноземців. У банківській справі, страхових компаніях, муніципальних підприємствах, у гірничодобувних підприємствах також панував іноземний капітал. Функції Центрального Банку виконував Оттоманський банк, контрольований британським та французьким капіталом. Місцева промисловість за рідкісними винятками була представлена ремеслом і дрібними кустарними промислами.
У 1924 році за підтримки Кемаля і низки депутатів Меджлісу був заснований Діловий банк. Вже в перші роки діяльності він став власником 40 % акцій компанії «Тюрк тельсіз телефон Таш», побудував найбільший тоді в Анкарі готель «Анкара-палас», купив і реорганізував фабрику вовняних тканин, надав кредити кільком Анкарським торговцям, які постачали на експорт тіфтік і вовну.
Найважливіше значення мав Закон про заохочення промисловості, який набув чинності з 1 липня 1927 року. Відтепер промисловець, який мав намір будувати підприємство, міг отримати безоплатно земельну ділянку до 10 га. Він звільнявся від податків на криті приміщення, на земельну ділянку, на прибуток тощо. На матеріали, імпортовані для будівництва та виробничої діяльності підприємства, не накладалися митні збори та податки. У перший рік виробничої діяльності кожного підприємства на вартість продукції, що вироблялася, встановлювалася премія в 10 % вартості.
Для підтримки курсу турецької ліри і торгівлі валютою в березні 1930 р. був заснований тимчасовий консорціум, до якого увійшли всі найбільші національні та іноземні банки, які діяли в Стамбулі, а також міністерство фінансів Туреччини. Через шість місяців після створення консорціуму було надано право емісії. Подальшим кроком в упорядкуванні грошової системи і регулюванні курсу турецької ліри стало заснування в липні 1930 року Центрального банку, який розпочав свою діяльність у жовтні наступного року. З початком діяльності нового банку консорціум був ліквідований, а право емісії перейшло до Центрального банку. Таким чином, Оттоманський банк перестав грати панівну роль у турецькій фінансовій системі.
- Скасування системи ашарит (застарілого оподаткування сільського господарства).
- Заохочення приватного підприємництва в сільському господарстві.
- Створення зразкових сільськогосподарських підприємств.
- Видання Закону про промисловість і створення промислових підприємств.
- Прийняття 1-го і 2-го планів індустріального розвитку (1933—1937 роки), будівництво доріг на території всієї країни.

### Мовна реформа

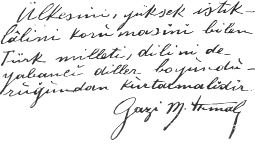
«Турецька нація, яка знає, як зберегти свою країну, свою високу незалежність, повинна зберегти свою мову від ярма іноземних мов.»
— Газі Мустафа Кемаль

У 1920 році турецька мова містила лише 20 відсотків слів тюркського походження. Решта були арабські, перські, французькі. Внаслідок проведеної Ататюрком мовної реформи, у 1980 році в турецькій мові залишилося 10 відсотків слів іншомовного походження. Розвиток тривав шляхом відновлення давно забутих слів, осучаснення їх і навіть надання нового змісту. Реформа охоплювала також перехід з арабського письма, яке погано підходило для відображення турецької фонетики, на латинську абетку.

## Націоналізм і політика тюркізації меншин
Згідно з Ататюрком, елементами, які зміцнюють турецький націоналізм і єдність нації, є:
- 1. Пакт про національну згоду.
- 2. Національне виховання.
- 3. Національна культура.
- 4. Єдність мови, історії та культури.
- 5. Турецька самосвідомість.
- 6. Духовні цінності.

У рамках цих концепцій громадянство було законодавчо ототожнено з етнічністю, і всі жителі країни, зокрема курди, які становили понад 20 відсотків населення, були оголошені турками. Всі мови, крім турецької, були заборонені. Вся система освіти базувалася на вихованні духу турецької національної єдності. Ці постулати були проголошені в конституції 1924 року, зокрема в статтях 68, 69, 70, 80. Таким чином, націоналізм Ататюрка протиставляв себе не сусідам, а національним меншинам Туреччини, які намагалися зберегти свою культуру і традиції: Ататюрк послідовно будував моноетнічну державу, силою насаджуючи турецьку ідентичність і піддаючи дискримінації тих, хто намагався відстоювати свою самобутність.
Гаслом турецького націоналізму стала фраза Ататюрка: Я щасливий говорити: «я турок!» (тур. Ne mutlu Türküm diyene!) Цей вислів понині написано на стінах, пам'ятниках, рекламних щитах і навіть на горах.

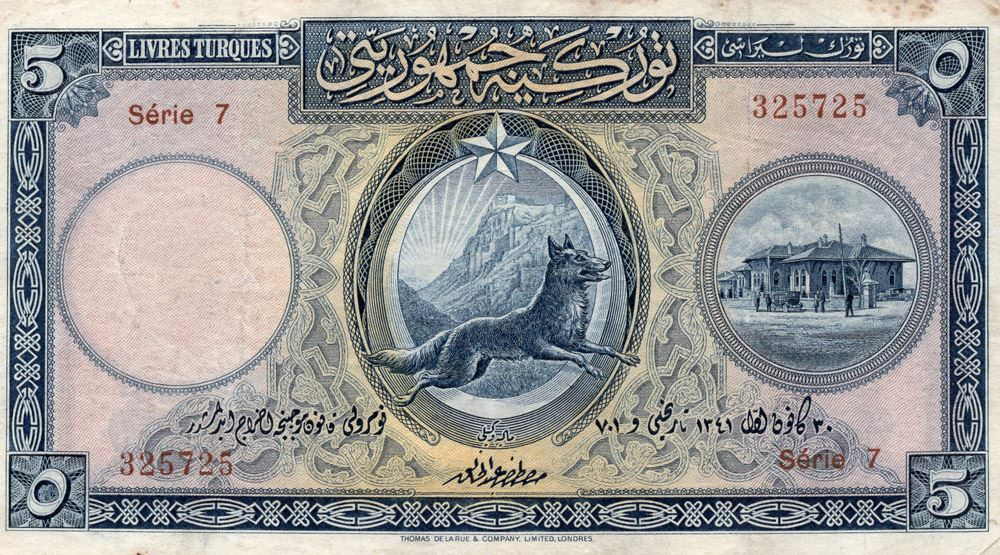
Банкнота епохи Ататюрка в Туреччині. Сірий вовк є символом турецького націоналізму, як і пантуркізму.

Складніше було з релігійними меншинами (вірменами, греками та євреями), яким Лозаннський договір гарантував можливість створювати власні організації та навчальні заклади, а також користуватися національною мовою. Однак Ататюрк не мав наміру сумлінно виконувати ці пункти договору. Була розпочата кампанія з насадження турецької мови в побуті національних меншин, під гаслом: «громадянине, говори турецькою!»; Від євреїв, наприклад, наполегливо вимагали, аби вони відмовилися од рідної мови джудесмо (ладіно) і перейшли на турецьку, що вважалося свідченням лояльності державі. Одночасно держава закликала представників релігійних меншин «стати справжніми турками» і на підтвердження цього добровільно відмовитися від прав, гарантованих їм у Лозанні.
Стосовно євреїв це було досягнуто тим, що в лютому 1926 року газети опублікували відповідну телеграму, нібито послану 300 турецькими євреями в Іспанію (при цьому ні автори, ні адресати телеграми так ніколи і не були названі). Хоча телеграма була відверто фальшивою, євреї не посміли її спростувати. У підсумку було ліквідовано автономію єврейської громади в Туреччині; її єврейським організаціям і установам довелося припинити або значною мірою згорнути свою діяльність. Їм також суворо заборонялося підтримувати зв'язки з єврейськими громадами в інших країнах або брати участь у роботі міжнародних єврейських об'єднань. Було фактично ліквідовано єврейську національно-релігійну освіту: скасовано уроки єврейської традиції та історії, а вивчення івриту зведено до мінімуму, необхідного для читання молитов. Євреїв не приймали на службу в державні установи, а тих, хто працював у них раніше, при Ататюрку звільнили; в армії євреїв не брали в офіцери і навіть не довіряли їм зброї — військову повинність вони відбували у трудових батальйонах.

## Репресії проти курдів
Після винищення і вигнання християнського населення Анатолії, курди залишалися єдиним великим нетурецьким етносом на території Турецької республіки. Під час Війни за незалежність Ататюрк обіцяв курдам національні права і автономію, за що й отримав їхню підтримку. Але відразу після перемоги ці обіцянки були забуті. Утворені на початку 1920-х рр. курдські громадські організації (такі, як зокрема товариство курдських офіцерів «Азаді», Курдська радикальна партія, «Курдська партія») були розгромлені й оголошені поза законом.
У лютому 1925 року почалося масове національне повстання курдів, очолене шейхом суфійського ордену Накшбанді Саїдом Пірані. У середині квітня повстанцям було завдано рішучої поразки в Генчській долині, керівники повстання на чолі з шейхом Саїдом потрапили в полон і були повішені в Діярбакирі.
Ататюрк відповів на повстання терором. 4 березня були засновані військово-польові суди («суди незалежності»), на чолі яких поставлений Ісмет Іненю.
Суди карали за найменші прояви співчуття до курдів: полковник Алі-Рухи отримав сім років позбавлення волі за висловлені ним у кафе симпатії до курдів, журналіст Уджузу був засуджений до багаторічного ув'язнення за співчуття до Алі-Рухи. Придушення повстання супроводжувалося масовими вбивствами і депортаціями мирних жителів; було знищено близько 206 курдських сіл з 8758 будинками, і вбито понад 15 тисяч жителів. За словами сучасника, «турки Мустафи Кемаля в жадобі помсти вбивали курдів з тією ж жорстокістю і лютістю, з якою турки султана вбивали греків, вірмен, болгар». Стан облоги на курдських територіях продовжувався багато років поспіль. Було заборонено використання курдської мови в громадських місцях, носіння національного одягу. Книги курдською мовою конфісковували і спалювалися. Слова «курд» і «Курдистан» були вилучені з підручників, а самі курди оголошені «гірськими турками», які з невідомої науці причини забули свою турецьку ідентичність. У 1934 році прийнято «Закон про переселення» (№ 2510), за яким міністр внутрішніх справ отримав право змінювати місце проживання різних народностей країни згідно з тим, наскільки вони «адаптувалися до турецької культури». Зрештою тисячі курдів були переселені на захід Туреччини; на їхнє місце заселялися боснійці, албанці та ін.
Відкриваючи засідання меджлісу в 1936 році Ататюрк заявив, що з усіх проблем, які стоять перед країною, чи не найважливішою є курдська, і закликав «покінчити з нею раз і назавжди».
Проте репресії не зупинили повстанського руху: відбулося Араратське повстання 1927—1930 року на чолі з полковником Іхсанов Нурі-пашею, який проголосив в Араратських горах курдську республіку. Нове повстання почалося в 1936 році в районі Дерсіму, який населяли курди-Заза (алавіти), і який доти втішався значною самостійністю. За пропозицією Ататюрка, питання про «умиротворення» Дерсіму ввели до порядку денного ВНЗТ, підсумком чого стало рішення про його перетворення у вілайєт з особливим режимом і перейменування в Тунджелі. Главою особливої зони був призначений генерал Альпдоган. Вождь дерсімських курдів Сеїд Реза скерував йому листа з вимогою скасування нового закону; у відповідь проти дерсімців були спрямовані жандармерія, війська і 10 літаків, які почали бомбардування району. Курдських жінок і дітей, які переховувалися в печерах, замуровували там наглухо або душили димом. Тих, хто вибирався, кололи багнетами. Всього, за даними антрополога Мартіна Ван Брюйніссена, загинуло до 10 % населення Дерсіму. Однак дерсімці продовжували повстання протягом двох років. У вересні 1937 року Сеїда Резу виманили у Ерзінджан нібито для переговорів, схопили і повісили; але тільки через рік опір дерсімців було остаточно зламано.

## Особисте життя

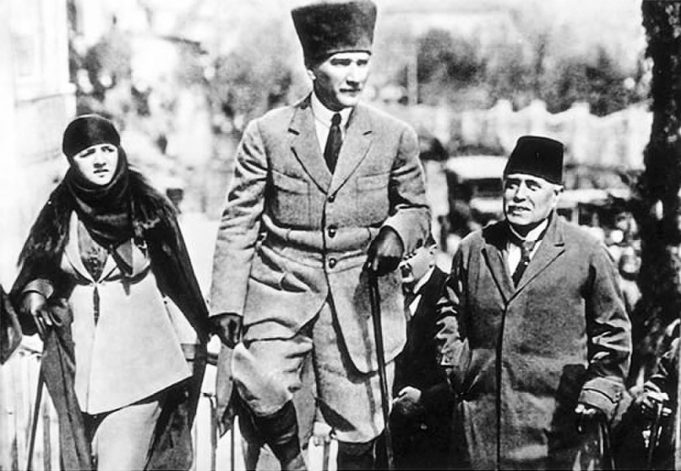
Ататюрк і його дружина Латіфе Ушаклигіль, Адана, 1923 рік

29 січня 1923 року одружився з Латіфе Ушаклигіль. Шлюб Ататюрка і Латіфе-ханим, яка супроводжувала засновника Турецької республіки у багатьох поїздках по країні, закінчився 5 серпня 1925 року. Причини розлучення невідомі. Рідних дітей у нього не було, зате він узяв 7 прийомних дочок Афету, Сабіху, Фікрят, Юлкю, Небіе, Рукіе, Зехру і сина Мустафу, а також узяв на піклування двох хлопчиків-сиріт Абдуррахмана та Ісхана. Усім прийомним дітям Ататюрк забезпечив хороше майбутнє. Одна з прийомних дочок Ататюрка стала істориком, інша — першою турецькою жінкою-пілотом. Кар'єри дочок Ататюрка служили широко пропагованими прикладами емансипації турецьких жінок.

## Пам'ять

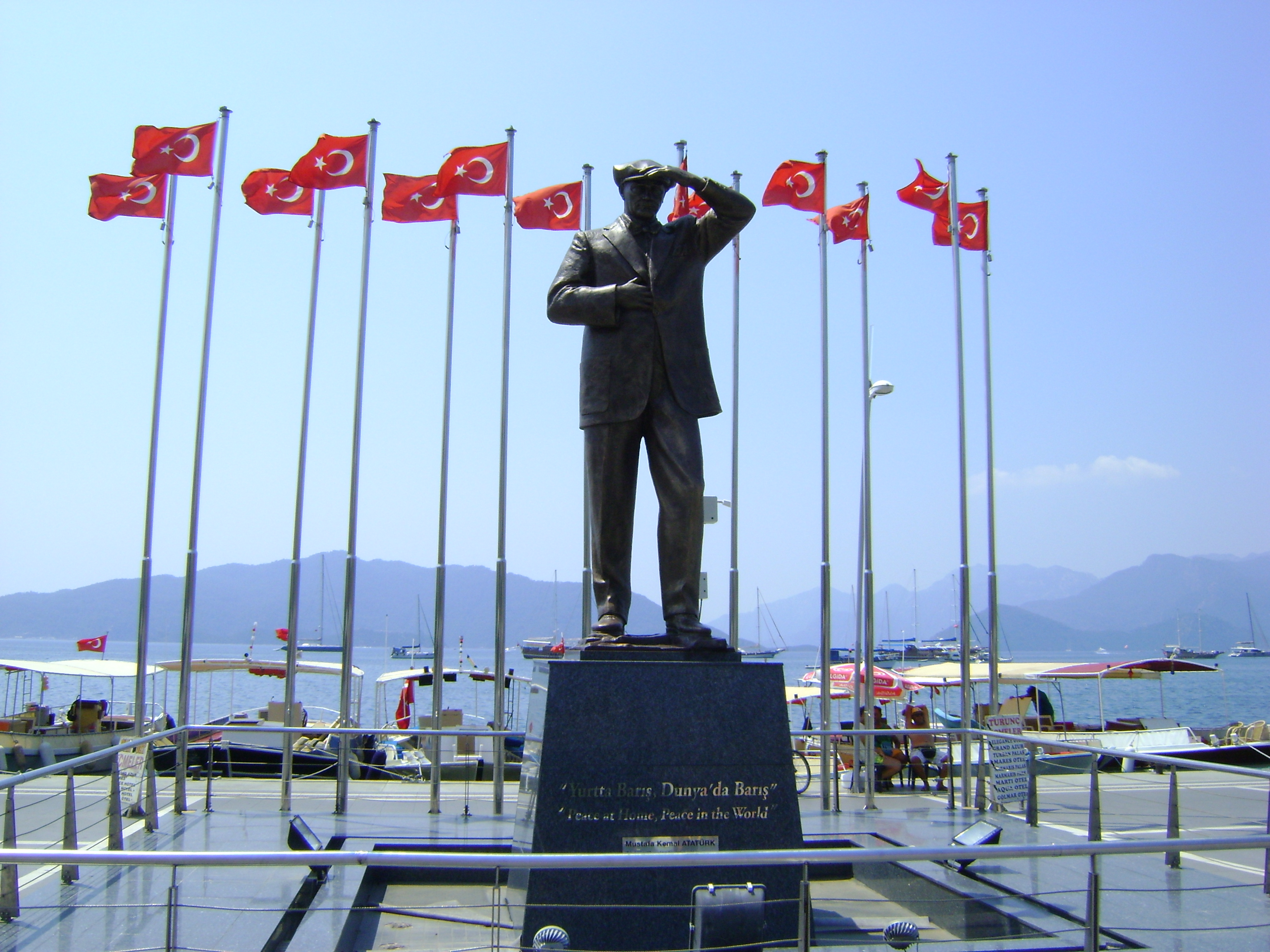
Пам'ятник Ататюрку в місті Мармарис.

Після смерті Мустафи Кемаля навколо його особи було створено цілий культ — у кожному місті Туреччини стоїть пам'ятник Ататюрку, його портрети висять в усіх державних установах, на честь Кемаля названий найбільший в країні аеропорт. Крім того в Туреччині законом передбачене покарання за очорнення біографії Ататюрка. Також важливим є День пам'яті Мустафи Кемаля Ататюрка, 10 листопада (день його смерті). Кожного року цього дня о 9:05, в точний час смерті Мустафи Кемаля, в країні оголошується хвилина мовчання. Крім того, протягом цього дня в країні закриті розважальні центри, а по телебаченню демонструються документальні фільми про Ататюрка.
Постать Ататюрка залишається центральною в історичній пам'яті Туреччини, а кемалізм досі вважається офіційною ідеологією Туреччини, але в дійсності уже з 1980-х років почався відхід від закладених ним принципів — зокрема в 1982 релігійне виховання стало обов'язковим у державних школах, що означало досить серйозний розрив із кемалістським секуляризмом. Надалі цей відхід лише поглиблювався, особливо після приходу в 2002 році до влади помірковано ісламістської Партії справедливості та розвитку, у якій кемалісти становили одну з основних політичних опозицій. Конфлікт влади з кемалізмом загострився під час протестів на площі Таксім, коли Реджеп Таїп Ердоган у парламенті неявно назвав Мустафу Кемаля та Ісмета Іненю «двома пияками».
Та попри відмову від багатьох принципів кемалізму, закладених у фундамент Турецької республіки, до рішучого розриву з пам'яттю про Ататюрка все ще не доходить.